# Visitació Ubach

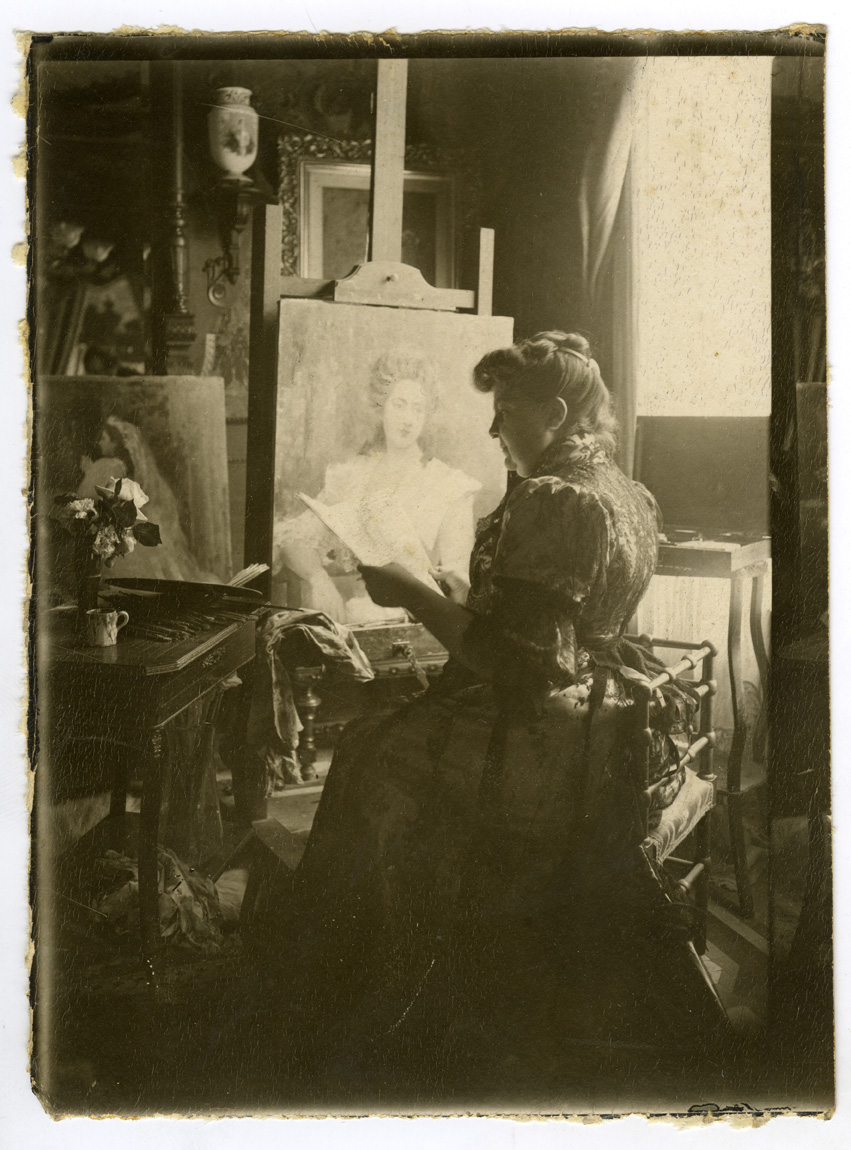
Retrat de Visitació Ubach al seu estudi el 1907. Arxiu Històric de la Ciutat de Barcelona

Maria de la Visitació Ubach Pérez o Visitació Ubach de Osés (Madrid, 1850- La Garriga, 1925), més coneguda com a Visitació Ubach, va ser una pintora catalana.
Va ser deixebla de Francesc Miralles i Galaup a París i es va especialitzar en quadres de flors, figures femenines, al·legories i escenes de l'alta burgesia catalana. Moltes de les seves obres s'han fet passar com obres del seu mestre, de manera que, avui per avui, és difícil identificar-les.

## Biografia
Tot i néixer a Madrid, segons la informació que consta en els catàlegs de les exposicions oficials en què va participar, a finals del segle xix residia al passeig de Gràcia, 35, de Barcelona. Casada amb Francisco Javier Osés Ezterripa, coronel d'infanteria, va tenir una filla, Maria de la Visitació.
Va estudiar amb el pintor Francesc Miralles i va exposar diverses vegades a la Sala Parés. La primera d'elles que es té constància és la XIIa Exposició Extraordinària de Belles Arts de gener de 1895, mostra en la qual va participar també els anys 1897, 1898 i 1900. Hi va exposar junt amb les pintores Antònia Ferreras i Júlia Puiggarí l'abril de 1896 i a l'exposició del 1897, que estava integrada exclusivament per dones, hi va presentar tres quadres, segons va informar el setmanari Crónica teatral y artística, que en va elogiar el talent.
Des de 1896 va participar en les exposicions de Belles Arts de Barcelona que organitzava l'Ajuntament de la ciutat al Palau de Belles Arts. En aquesta tercera mostra va presentar tres olis i en la quarta (1898) un retrat de la família de Lluís XVI. L'any 1897 va prendre part de la Exposición Nacional de Bellas Artes de Madrid amb quatre olis, obtenint una menció honorífica, i de nou ho va fer a la del 1899. També consta entre els participants de l'Exposició General de Belles Arts de Barcelona del 1900, amb les obres Esperando i Indecisión. Tres anys més tard va presentar l'obra Confidencias a la Sala Rovira de la mateixa ciutat i el juny de 1907 va participar en la V Exposició d'art de Barcelona.
Junt amb Lluïsa Vidal, Antònia Ferreras, Pepita Teixidor i M. Lluïsa Güell, va formar part del grup de dones que van lluitar per aconseguir exposar les seves obres a les sales que, fins aleshores, estaven reservades només per als artistes. Així, la seva obra es va reproduir a la revista Feminal i va participar en totes les exposicions femenines que es van fer a la Sala Parés entre 1896 i 1900. En la primera d'elles hi va presentar dues mitges figures femenines i en la segona les obres Paseo en coche i La Manon.
També va ser l'única dona que va constar entre els artistes col·laboradors de la revista barcelonina Álbum Salón entre 1898 i 1900, per bé que en realitat no se'n van publicar més que quatre pintures, entre elles les titulades Mariposa sin alas, Hija de María i Tarde vienes hoy.

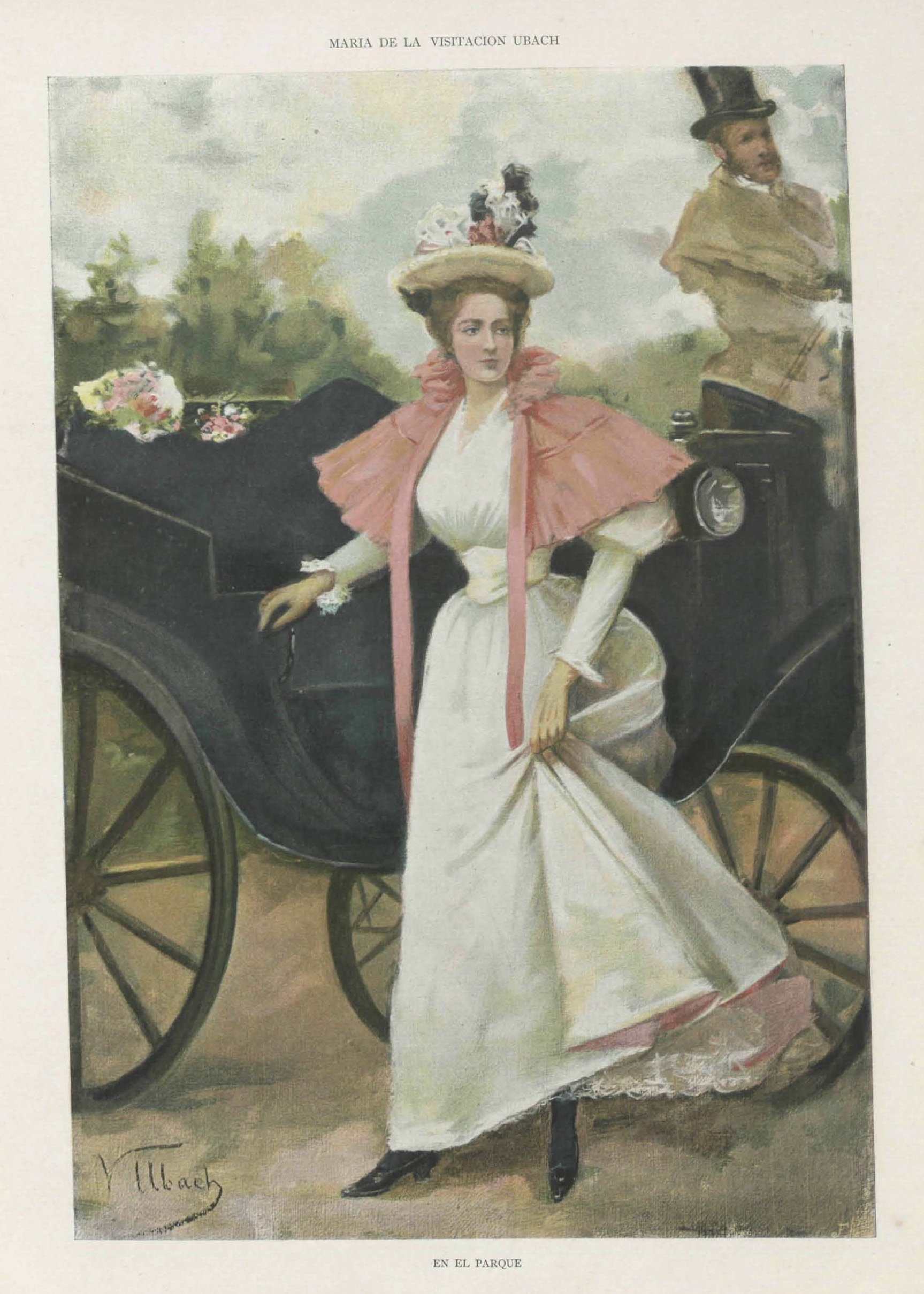
En el parque, il·lustració de Álbum Salón, Revista Ibero-Americana de Literatura y Arte (núm. 2, 28 de novembre de 1897).

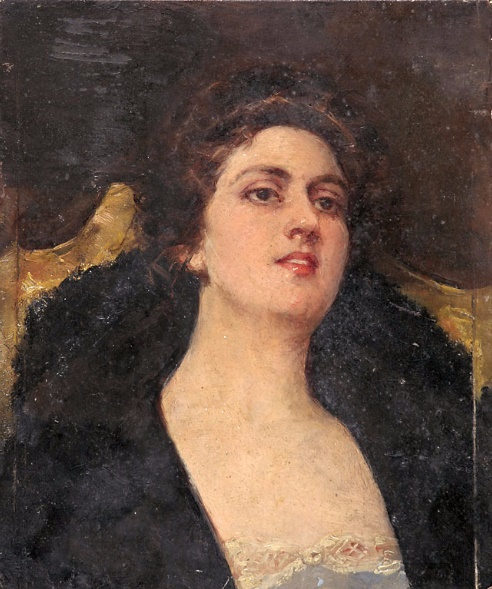
Jove asseguda, oli sobre fusta. Col·lecció privada

És considerada, al costat de Pepita Teixidor i Emília Coranty, una de les millors pintores de flors de Catalunya.

## Exposicions
- 1895. XIIa Exposició Extraordinària de Belles Arts, Sala Parés.[9]
- 1896. Tercera Exposició de Belles Arts i Indústries Artístiques, Palau de Belles Arts. Obres: Ofelia, Carlota Corday i Flores.[5]
- 1896. Primera exposició femenina, Sala Parés. Obres: dos retrats de mig cos.[16]
- 1897. XIVa Exposició Extraordinària de Belles Arts, Sala Parés.[9]
- 1897. Exposición General de Bellas Artes, Madrid. Obres: Araceli, Flores, Entre flores i Tipo oriental.[17]
- 1897. Segona exposició femenina, Sala Parés. Obres: La Buenaventura, Manon i De paseo en coche.[18]
- 1898. Quarta Exposició de Belles Arts i Indústries Artístiques, Palau de Belles Arts. Obra: La familia de Luis XVI en el temple.[12]
- 1898. XVa Exposició Extraordinària de Belles Arts, Sala Parés.[9]
- 1898. Tercera exposició femenina, Sala Parés.[19]
- 1899. Exposición General de Bellas Artes, Madrid. Obres: Mariposa sin alas i ¡Tarde vienes hoy!.[8]
- 1900. Exposició regional olotina de Belles Arts e industries artístiques, Olot.[9]
- 1900. XVa Exposició Extraordinària de Belles Arts, Sala Parés.[9]
- 1900. Quarta exposició femenina, Sala Parés.[20]
- 1901. Exposició General de Belles Arts, Madrid. Obres: Tiempos difíciles, Manón Lescaut i Mme. Helisabet.[21]
- 1906. Exposición de Bellas Artes e Industrias Artísticas, Madrid. Obra: Charlot Corday.[3]

## Obres destacades
- 1884 - Retrat de Víctor Balaguer vell (oli sobre tela), conservada a la Biblioteca Museu Víctor Balaguer.[22]
- 1899 - ¡Tarde vienes hoy!.[23]
- 1899 - Ramo de flores en un jarrón (oli sobre tela), conservada a la Biblioteca Museu Víctor Balaguer.[22]